# Anthela curanda
Anthela curanda is een vlinder uit de familie van de Anthelidae. De wetenschappelijke naam van de soort is voor het eerst geldig gepubliceerd in 1929 door Strand.